# 勒布鲁伊-蒙贝尔
勒布鲁伊-蒙贝尔（法語：Le Brouilh-Monbert，法語發音：[lə bʁuj mɔ̃bɛʁ]）是法国热尔省的一个市镇，属于欧什区。该市镇于1974年由原市镇勒布鲁伊（Le Brouilh）和蒙贝尔（Monbert）合并而成。

## 地理
勒布鲁伊-蒙贝尔（43°40'1"N, 0°23'38"E）面积12.96 平方千米，位于法国奧克西塔尼大區热尔省，该省份为法国西南部内陆省份，北起顺时针与洛特-加龙省、塔恩-加龙省、上加龙省、上比利牛斯省、大西洋比利牛斯省和朗德省接壤。
与勒布鲁伊-蒙贝尔接壤的市镇（或旧市镇、城区）包括：巴朗、比朗、米拉讷、里格珀。
勒布鲁伊-蒙贝尔的时区为UTC+01:00、UTC+02:00（夏令时）。

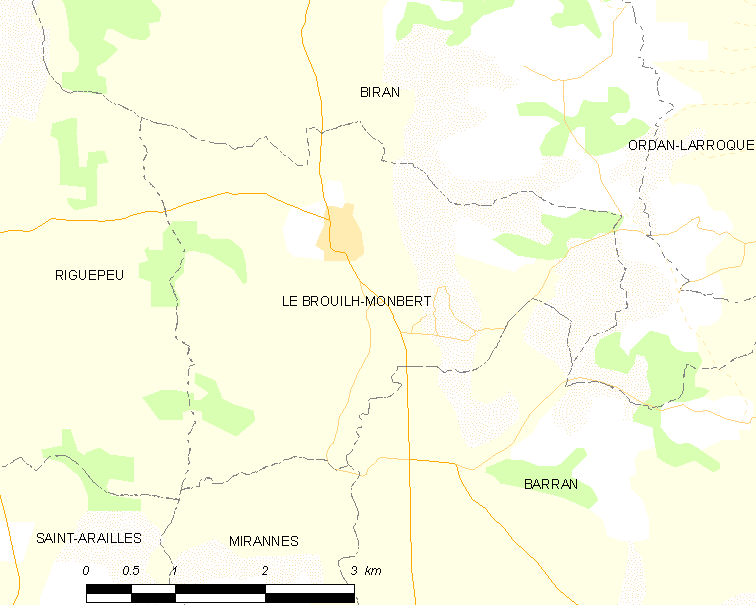
勒布鲁伊-蒙贝尔的OSM定位图

## 行政
勒布鲁伊-蒙贝尔的邮政编码为32350，INSEE市镇编码为32065。

## 政治
勒布鲁伊-蒙贝尔所属的省级选区为欧什第一县。

## 人口

1962-2008年间勒布鲁伊-蒙贝尔人口变化图示

勒布鲁伊-蒙贝尔于2022年1月1日时的人口数量为236人。